# Lovecká sezóna 3
Lovecká sezóna 3 (v anglickém originále Open Season 3) je americký animovaný film z roku 2010 studií Sony Pictures Animation a Columbia Pictures. Film je volným pokračováním snímku Lovecká sezóna z roku 2006.

## Děj
Medvěd Boog chce vyrazit na pánskou jízdu, ale ani jeden z jeho přátel nemá čas jít s ním. Tak se tedy Boog vydá sám na cestu. Dostane se do cirkusu, který přijel až z Ruska a vymění si místo s cirkusovým grizzlym, který je Boogovi k nerozeznání podobný. Boog se seznámí s novými přáteli a taky s krásnou ruskou medvědicí. Elliot, Mcsquizzy, Buřtík a ostatní lesní přátelé musí zachránit Booga dřív, než bude pozdě a cirkus se vrátí zpátky do Ruska.